# System Management Mode
Режим системного управления (англ. System Management Mode, SMM) — режим исполнения на процессорах x86/x86-64, при котором приостанавливается исполнение другого кода (включая операционные системы и гипервизор), и запускается специальная программа, хранящаяся в SMRAM в наиболее привилегированном режиме.
Технология SMM была впервые реализована в микропроцессоре Intel 386 SL. Изначально SMM работал только на специальных процессорах (SL), но в 1992 году была внедрена в 80486 и Intel Pentium. AMD реализовала технологию в Enhanced Am486 (1994). Все более современные x86/x86-64 процессоры поддерживают её.
Среди возможных применений SMM:
- Обработка системных ошибок, таких как ошибки памяти и чипсета;
- Функции защиты, например выключение процессоров при сильном перегреве;
- Глубокие уровни энергосбережения;
- Управление питанием — например, схемами изменения напряжения (VRM[англ.]*);
- Эмуляция периферии, которая не была реализована на материнской плате или реализация которой содержит ошибки;
- Эмуляция мыши и клавиатуры PS/2 при использовании таких же устройств с интерфейсом USB;
- Централизованная конфигурация системы, например на ноутбуках Toshiba и IBM;
- Обход систем защиты, встроенных в ОС[1];
- Запуск высокопривилегированных руткитов, как было предложено на Black Hat 2008[2][3];
- Эмуляция или передача вызовов на модуль Trusted Platform Module (TPM)[4];

Операционная система работает в защитном «Кольце 0»; однако, гипервизор (в системах VT/AMD-v) является более привилегированным, и режим исполнения гипервизора условно называется «Кольцом −1». Соответственно, SMM, являющимся более приоритетным, чем гипервизор, условно называют «Кольцом −2». Код, работающий в режиме SMM, получает неограниченный доступ ко всей системной памяти, включая память ядра и память гипервизора.

## Активация SMM
SMM активируется при помощи прерываний SMI (system management interrupt — прерывание системного управления), которое возникает:
- По сигналу от чипсета или периферии на материнской плате. Используется выделенный контакт процессора SMI#[8].
- Программный SMI, посланный системным ПО через порт ввода-вывода (часто используется порт номер B2[9])[10].
- Запись по адресу ввода-вывода, для которого микропрограммно установлена необходимость активации SMM.

На ближайшей границе инструкций после получения сигнала SMI#, процессор сохраняет своё состояние в памяти и переходит в SMM. Для выхода из SMM и восстановления состояния процессора используется инструкция RSM (0F AA).

## Проблемы
- Согласно архитектуре SMM, прерывания SMI не могут быть заблокированы операционной системой
- На старых чипсетах (до 2006 года) не выставлялся бит D_LOCK для защиты памяти SMM (что позволяло создавать SMM-зловреды)[5]
- Так как программы обработки SMM (SMI handler) устанавливаются из базовой микропрограммы BIOS[5], предполагаемые настройки важной периферии (например, APIC) в ОС и программах SMM могут не совпадать
- Работа в режиме SMM приостанавливает работу ОС. Состояние процессора сохраняется в SMRAM[8], а кэши write-back должны быть сброшены. Из-за этого могут нарушиться требования жесткого реального времени. ОС Windows и ядро Linux устанавливают «SMI Timeout» — период времени, в который любая программа SMM должна вернуть управление операционной системе.
- Для определения входа процессора в SMM может потребоваться цифровой логический анализатор (дополнительное отладочное оборудование). При работе в SMM выставляется сигнал процессора SMIACT#[8].
- Получение кодов программ SMM для их анализа и отладки также требует логического анализатора или обратной разработки микропрограмм BIOS, так как во время исполнения память TSEG, хранящая программы SMM, недоступна ОС.